# Xã Symmes, Quận Edgar, Illinois
Xã Symmes (tiếng Anh: Symmes Township) là một xã thuộc quận Edgar, tiểu bang Illinois, Hoa Kỳ. Năm 2010, dân số của xã này là 1.158 người.